# BP 34-19-01
Tàu BP 34-19-01 thuộc biên chế của Hải đội 2, Bộ Chỉ huy Bộ đội Biên phòng Tỉnh Hà Tĩnh, Bộ đội Biên phòng Việt Nam. Cảng nhà tại Hà Tĩnh. Có nhiệm vụ cứu nạn kết hợp tuần tra trên biển.

## Thiết kế
Tàu CN-09 có chiều dài 30 mét, rộng 6.7 mét, lượng giãn nước tối đa 160 tấn, thân vỏ làm bằng vật liệu thép cường độ cao AH32. Trên tàu có các thiết bị hiện đại do Mỹ sản xuất. CN-09 có sức chịu sóng cấp 7, gió cấp 8 với tốc độ lớn nhất 20 hải lý/giờ.
Được trang bị thiết bị hàng hải. Tàu có 8 thủy thủ hoạt động nghiệp vụ, thời gian hoạt động tối đa 10 ngày.